# من (مغنية)
الاسم لي مين يونغ (الهانغول: 이민영؛ هانجا: 李玟 映)، المعروفة أيضا باسم مين، (مواليد 1991/6/21) وهي مغنية كورية جنوبية، ممثلة، راقصة، مغنية الراب، ونموذج MC. وهي راقصة الرئيسية في فريق الفتياة الكورية ميس أيه . قالت مين انها تعتبر أطول متدربة في جاي واي بي إنترتينمنت بعد ان تلقت تدريبات لثماني سنوات قبل ظهوره لأول مرة.

## السيرة الذاتية
ولدت مين في 21 يونيو 1991 في سيول، كوريا الجنوبية. في سن مبكرة جدا، قالت انها بالفعل تعرضت ل صناعة الترفيهية لأنها قد شاركة في " BoBoBo " ( النسخة الكورية من شارع سمسم ) ، كجزء من الثنائي يسمى " Eolleong Ddungddang " . في 13 سنة، وقالت انها وعضوة Hyoyeon ،Girls' Generation شكلت الثنائي الرقص يسمى " Little Winners " . أصبحت أشرطة الفيديو Little Winners ذات شعبية كبيرة على يوتيوب. في 6 من عمر قررت مين أن تتقدم لاختبار المواهب لتصبح جزء من JYP الترفيهية .

## وصلات خارجية
- من على موقع IMDb (الإنجليزية)
- من على موقع ميوزك برينز (الإنجليزية)
- من على موقع ديسكوغز (الإنجليزية)
- من على موقع قاعدة بيانات الفيلم (الإنجليزية)

1. ↑  MusicBrainz (بالإنجليزية), MetaBrainz Foundation, QID:Q14005